# Walden (Colorado)
Walden ist eine Stadt und County Seat des Jackson County, im nördlichen Colorado in den Vereinigten Staaten. Das U.S. Census Bureau hat bei der Volkszählung 2020 eine Einwohnerzahl von 606 ermittelt. Sie ist die einzige vereinigte (inkorporierte) Gemeinde des Jackson Countys. Die Stadt liegt in etwa 2469 Meter Höhe im North Park (Colorado Basin), einem nur sehr dünn besiedelten Tal in den Rocky Mountains am Rande der Medicine Bow Mountains, etwa 30 Kilometer südlich der Grenze zu Wyoming.

## Geschichte
Gegründet wurde Walden im Jahr 1889, als Trading Post an der Kreuzung der Wagenrouten von Laramie, Wyoming zur ehemaligen Silberminenstadt, heute Geisterstadt Teller City nahe Grand Lake, Colorado und der Route von Albany, Wyoming nach Granby in Colorado. Vereinigt wurde Walden im Jahr 1890. Die Stadt hieß zuerst Sagebrush und wurde später zu Ehren von Marcus Aurelius Walden, einem der ersten Leiter des lokalen Postamts, in Walden umbenannt. Vor der Besiedelung gehörte die Gegend um Walden zum Jagdrevier der Ute Indianer.

## Demographie
Laut einer Erhebung des United States Census Bureau aus dem Jahr 2020 leben in Walden 606 Menschen; davon waren 12,9 % unter 18 Jahre alt. 65 Jahre und älter waren zu diesem Zeitpunkt 34,3 % der dort lebenden Menschen.

## Sehenswürdigkeiten
In der Stadt befindet sich in einem Gebäude aus dem Jahr 1882 das North Park Pioneer Museum, ein Heimatkundemuseum in dem in 27 Räumen die Geschichte der Region seit der Besiedlung Amerikas dargestellt wird.

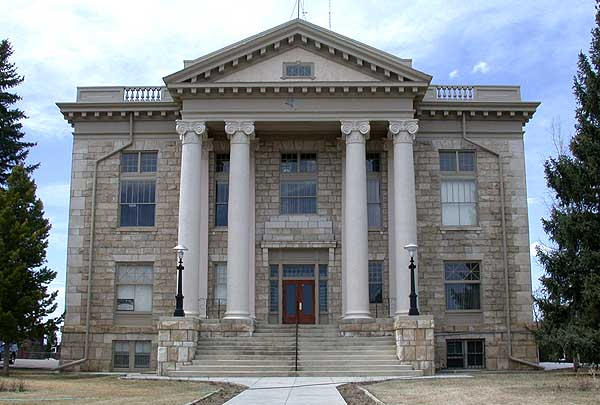
Jackson County Courthouse in Walden

Das Jackson County Courthouse wurde 1913 als Courthouse für das im Jahr 1909 gegründete Jackson County aus Sandstein der Region errichtet. Das Gebäude wurde 1990 in das nationale Register historischer Plätze in Colorado aufgenommen und aufwendig restauriert um den originalen Zustand wiederherzustellen.
Etwa zwei Kilometer westlich der Stadt befindet sich das Walden Reservoir, das als Important Bird Area der USA eingestuft ist. Die Quellregion des North Platte River befindet sich nahe der Stadt.
Der 1970 gegründete, 286,67 km² große State Forest State Park sowie die North Sand Hills eine Dünenlandschaft befindet sich östlich der Stadt.

## Anbindung
Über den Colorado State Highway 14 und den Colorado State Highway 125 ist die Stadt zu erreichen.